# خورموج
خورموج هي مدينة إيرانية، وهي مركز مقاطعة دشتي التابعة لمحافظة بوشهر. يصل عدد سكانها إلى حوالي 50,000 نسمة، وهم من الفرس الذين يتكلمون الفارسية باللهجة الدشتية. وفي هذه المدينة قلعة تاريخية تعرف باسم قلعة خورموج.